# Bluffton (Georgia)
Bluffton es un pueblo situado en el condado de Clay, Georgia, Estados Unidos. Tiene una población estimada, a mediados de 2023, de 114 habitantes.

## Geografía
La localidad está ubicada en las coordenadas 31°31′11″N 84°52′09″O / 31.51972, -84.86917 (31.519817, -84.869119). Según la Oficina del Censo, tiene una superficie de 4.16 km², correspondientes en su totalidad a tierra firme.

## Demografía

### Censo de 2020
Según el censo de 2020, en ese momento la localidad tenía una población de 113 habitantes. La densidad de población era de 27.16 hab./km².
| Raza                   | Núm. | Porc.   |
| ---------------------- | ---- | ------- |
| Blancos                | 92   | 81.42%  |
| Afroamericanos         | 17   | 15.04%  |
| De una mezcla de razas | 4    | 3.54%   |
| Total                  | 113  | 100.00% |

Del total de la población, el 2.65% eran hispanos o latinos de cualquier raza.

### Estimación 2019-2023
De acuerdo con la estimación 2019-2023 de la Oficina del Censo, los ingresos medios de los hogares de la localidad son de $83,875 y los ingresos medios de las familias son de $100,000.